# Público (Portugal)
Público est un quotidien portugais créé le 5 mars 1990, propriété du groupe Sonae.

## Description
Selon les données de l'Associação portuguesa para o controlo de tiragem e circulação (APCT) [réf. non conforme] reprises dans la presse, en 2007 les ventes sont de 41 764 et en 2008 de 42 346.

## Liste des directeurs
- Vicente Jorge Silva
- Francisco Sarsfield Cabral
- Nicolau Santos
- José Manuel Fernandes (1998-2009)
- Bárbara Reis (2009-2016)
- David Dinis (2016-présent)